# Ściechów
Ściechów (niem. Fahlenwerder względnie Gross-Fahlenwerder) – wieś w Polsce, położona w województwie lubuskim, w powiecie gorzowskim, w gminie Lubiszyn.
W latach 1975–1998 miejscowość należała administracyjnie do województwa gorzowskiego.

## Nazwa
12 listopada 1946 r. nadano miejscowości polską nazwę Ściechów.

## Historia
Miejscowość została założona w 1747 r. w sąsiedztwie huty szkła z węglarnią (smolarnią). Kościół oddano do użytku w 1752 roku, był wielokrotnie przebudowywany (ostatnio w latach 1976–1980), w 1975 r. poświęcony przez bpa Jerzego Strobę. Budowę szkoły rozpoczęto wraz z budową kościoła (w 1748 roku).

## Gospodarka
W miejscowości dominują małe i średnie gospodarstwa rolne. Funkcjonują także zakłady przemysłu drzewnego.

## Sport
W 2009 r. powstał klub „Feniks” Ściechów, będący kontynuacją dawnego klubu „Znicz” Ściechów. Obecnie występuje w rozgrywkach gorzowskiej klasy B. Latem 2010 r. powstało boisko przy wjeździe do miejscowości od strony Wysokiej.

## Turystyka
Niedaleko miejscowości znajduje się jezioro Marwicko o powierzchni 140 ha. Jezioro wykorzystywane jest w okresie letnim jako kąpielisko. Czasami mówi się, że ma kształt nieregularnego koła, a czasami, że jest podobne do fasolki. Nie jest zbyt głębokie – średnio 3,5 m, a w najgłębszym miejscu – 12,5 m. Jest popularnym miejscem spacerowym gorzowian. Przy południowym brzegu funkcjonuje dość szeroka, piaszczysta plaża.
W latach 70. wojsko wybudowało przy niej spory pomost chętnie wykorzystywany przez plażowiczów i wędkarzy. Przed każdym sezonem letnim dowożono partię czystego piasku. Były dwa obozowiska z doprowadzoną do nich energią elektryczną, mała gastronomia i sezonowa linia autobusów podmiejskich. Do plaży dojechać można było z trzech stron – od strony Wysokiej (3 km), od strony Ściechowa (1,5 km) i z drogi Gorzów–Szczecin (2 km). Wszystkie dojazdy były gruntowe, ale dobrze utwardzone.
Brak dobrego gospodarza (lub zbyt wielu chętnych do prowadzenia bardzo dochodowych interesów) spowodował jednak, że pozostała tam już tylko plaża. Obozowiska zdewastowano, pomost przetrwał jedynie w resztkach. Dojechać można już tylko od strony Wysokiej. Pozostałe drogi, rozjeżdżone przez ciężki sprzęt, nie zachęcają do użytkowania. Mimo wszystko miejsce jest nadal popularne i tłumnie odwiedzane nie tylko przez wędkarzy i nie tylko latem. Jezioro nosi też rzadziej używaną nazwę Roztocze. Jego jedyną wadą jest torfowe podłoże. W pobliżu, obok wsi Chłopiny, znajduje się rezerwat „Bagno Chłopiny”.